# Ayako Suzuki
Pour les articles homonymes, voir Suzuki (homonymie).
Ayako Suzuki (鈴木亜弥子), née le 14 mars 1987 à Koshigaya, est une joueuse de parabadminton japonaise concourant en SU5 pour les athlètes pouvant tenir debout mais ayant un handicap au niveau d'un membre supérieur. Après deux titres mondiaux en individuel (2009, 2019), elle remporte une médaille d'argent paralympique (2021).